# Parque Denpaku de la cultura industrial de Anjo
El Parque Denpaku de la cultura industrial de Anjo, (en japonés: 安城産業文化公園デンパーク Denpaku Pāku) es un parque que además de proporcionar a los ciudadanos un lugar de paz y descanso, es un lugar de intercambio entre las zonas urbanas y rurales, contribuyendo así a la promoción de la industria, incluida la agrícola con un jardín botánico dedicados al ocio y el disfrute del público en general, con 131.000 m² de extensión, que se encuentra en Anjō, prefectura de Aichi, Japón. 
De propiedad municipal está administrado por la "Fundación para el Desarrollo de la Agricultura Urbana Asociación de Anjo" (gerente designado)

## Localización
Denpaku Pāku Kaji-cho 1, Anjō-shi, Aichi-Ken 446-0046, Honshu-jima Japón.
Planos y vistas satelitales.34°55′48.78″N 137°3′38.68″E / 34.9302167, 137.0607444
Está abierto del 9:00 mañana al 5:00 P. m. Cierran el martes, el día después de festividades nacionales, el final de año y el día de Año Nuevo. 

## Historia
Aproximadamente en el centro de la prefectura de Aichi se encuentra Anjo "al que una vez, se llamó la Dinamarca de Japón", se convirtió en un modelo de la agricultura en todo el país. 
En el polígono "Susumeta" de Anjo dedicado al cultivo de arroz, la agricultura de montaña, árboles frutales, así como al ganado, se asemejan a los campos de la Dinamarca rural, siendo este uno de los países agrícolas más desarrollados del mundo. 
Al ser un parque sobre la base de su historia, se propone una visita con la familiaridad con la naturaleza y las flores. 
El parque se inauguró el 29 de abril de 1997. 
El nombre "Denpaku" es una palabra acuñada que combina tanto al Japón como a la Dinamarca rurales, la sílaba "Den" que significa tradicional y "Paku" de "parque". 

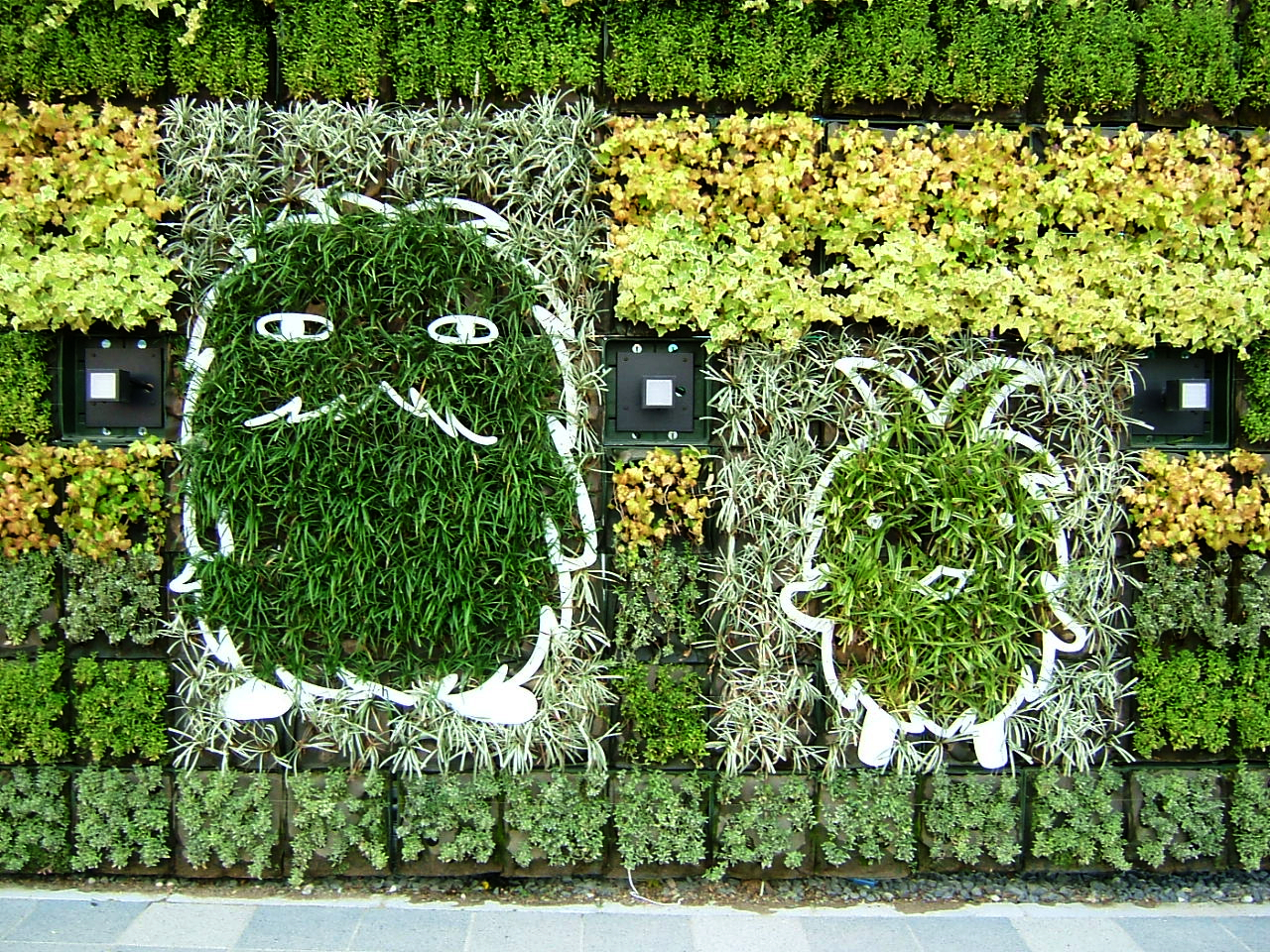
Una pared de cultivo representando a Morizo y Kikkoro los logos de la Expo 2005 de la prefectura de Aichi.

Se construyó un gran invernadero de 3600 m² con flores ornamentales, Plaza floral y molino de viento danés de una altura 19 m. La exposición de flores de temporada se lleva a cabo en el atrio. Posee además restaurante, y diversas instalaciones. 
El jardín que llegó a más de 1,2 millones de personas en 1997, desde su inauguración en el primer año, y luego disminuye (debido a la Expo de Aichi que se llevó a cabo en la misma prefectura, la Exposición Mundial de Aichi, Japón, en el 2005) y se redujo a 430 000 personas en 2005. La asistencia se fue recuperando a 470.000 personas en el año fiscal 2006. 
Tuvo una afluencia de visitantes hasta el 2008 de 46 millones de personas, en el año fiscal 2009, la asistencia fiscal 2010 es de 470.000 personas. 
En el periodo de 1997-2005 de la apertura del parque en ese momento, fue nombrado como el "embajador de la flor" de Denpaku Misako Konno. Con el correspondiente despliegue distintos imagen de propaganda, y también se realizaron eventos. 
Los tres años a 2006 de invierno de 2004 de primavera, como el carácter de imagen publicitaria se contrataron las ilustraciones de Ado Mizumori. 
En la primavera de 2006 y la primavera de 2004, los acontecimientos muestran también se hizo el dibujo de la canción de sí mismo al jardín de al lado. 

## Colecciones
Despliegue de macizos de flores y tierras forestales que varían ampliamente, adoptada de manera compleja exhibe una variedad de formas, con exposiciones temporales y el color de las flores y las hojas únicas que no hemos visto en el estado de la técnica en el Jardín Botánico de Japón, en particular, He tomado los métodos. 
- Exposiciones

Salvia Liyuan Garden, el mundo, Glass Walk (cristalería) 
Nanja Monja suelo del bosque, abedul (cesta, HayashiRinyuka (Kagechi de macizos de flores), Estar colgado esquina contenedores macizos de flores) 
Snowboarder verano (blanco), Moonlight Walk (amarillo), Secret Garden (Doha y blanco) (por color), Museo Folk cerca, (rojo, púrpura) frontera Ciruela 
[Exposición de temporada] 
Bosque de abedules (primavera), snowboarder Summer (verano), Glass Walk (otoño), Twinkle Jardín (invierno)
La mayor colección de plantas de Denpaku alberga aproximadamente 3.250 especies, que se utiliza en la siembra de la exposición del jardín de la proliferación y el desarrollo de las plantas, muchas de a través del cultivo en vivero e invernadero. 
- Abigarrado en plantas, plantas con variegación de color de sus hojas.
- Cristalería
- Salvia
- Funkia
- Canna
- Deutzia, Weigela, Viburnum
- Pera

## Equipamientos
- El Atrium, es la mayor estructura, invernadero de exposición de plantas florales ornamentales
- Shopping-break
- Mercado
- Casa de las Margaritas
- Course Experience
- Clubhouse
- Instalaciones de agua
- Museo Denpaku
- Diapositiva Roller "Sky Slider"
- Equipos de juegos de madera "Wild Things"
- "Bosque de la maravilla (= arma de montaña)" en la instalación "base secreta y (← temporada)",
- Café-Restaurante
- Museo de las costumbres populares de Anjo
- Brew Pub & Restaurant estudio "Horace Fest"
- Tienda Anjo carne japonesa "coche de la flor"
- Terraza del café "Café Cocina Bono"
- Snacks "Party Burn"